# Sattelkarspitze
La Sattelkarspitze est une montagne culminant à 2 552 m d'altitude dans les Alpes d'Allgäu, dans le chaînon de Hornbach.

## Géographie
Il se trouve au nord-ouest du Hornbachtal et au sud-est du Lechtal. Les montagnes les plus proches sont la Noppenspitze (2 594 m) à l'ouest et la Wolekleskarspitze (2 522 m) au nord-ouest. Au sud, la Sattelkarspitze a une crête qui sépare le Sattelkar à l'ouest du Woleckleskar à l'est. Au nord et au nord-ouest, les parois rocheuses abruptes forment le Bretterkar.